# باب جونغا
باب جونغا (بالإنجليزية: Pap Jonga)‏ (مواليد 1 يوليو 1997) هو سبّاح غامبي، مثّل بلاده في الألعاب الأولمبية الصيفية 2016.

## روابط خارجية
باب جونغا على موقع أوليمبيديا (الإنجليزية)